# Atheta laticollis
Atheta laticollis (лат.) — вид жуков из подсемейства Aleocharinae семейства стафилиниды. Европейский вид. Обитает на полянах, в горных лесах, на берегах озёр, пастбищах, заболоченных территориях, в субальпийских кустарниках (Pinus mugo), лесовозобновляемых территориях (Pinus nigra), в горных лесах (Fagus), на берегах, в парках, в поврежденных холмистых лесах, в сельских поселениях, на берегах рек, в садах, заболоченных местах (Phragmitetum, Caricetum).  Мелкие коротконадкрылые жуки. Усики 11-члениковые, прикрепляются у внутреннего края глаз. Средние и задние лапки 5-члениковые (передние 4-члениковые). Челюстные щупики 4-члениковые. Губные щупики состоят из 3 сегментов. Средние тазики сближенные, почти соприкасаются друг с другом.